# رياض النهدي
ممثل تونسي .ولد في الكاف هو ابن أخ الفنان الأمين النهدي.انطلق من سنة 1986 مع عمه في سلسلة"سي الزهواني" التي لاقت نجاحا. في سنتي 1996/1997 اشتهر بشخصية"عبودة" في المسلسل الشهير"الخطاب على الباب" .في2006 عمل في سلسلة"الكيوسك" و مسرحية"مخ الهدرة" في 2010 مسرحية"البراني على برا" في 2012 مسرحية "saufs residence في 2014 سلسلة"الزميل" 2015 سلسلة"فاميليا لول"

## فيلموغرافيا

### التلفزيون
- 1986 : سي الزهواني للأمين النهدي
- 1996 : الخطاب على الباب لصلاح الدين الصيد وعلي اللواتي والمنصف البلدي : عبودة
- 2006 : الكيوسك لبلقاسم البريكي والمنصف الكاتب : بطّيحة
- 2016 : ديما أصحاب لعبد القادر الجربي : نافع
- 2018 : فاميليا لول لنجيب مناصرية : جمال العايش
- 2021 : الجاسوس لربيع التكالي : مكرم
- 2021 : أنيستو حنبعل لمحمد علي النهدي و أكرم ماغ
- 2021 : متشابهون لالحبيب المستيري ومحمد ناصر النفزاوي

### المسرح
- 2006 : مخ الهدرة، نص المنصف الكاتب و الإخراج المسرحي لبلقاسم البريكي
- 2010 : البراني على برة لمعز التومي
- 2012 : للمقيمين فقط نص و إخراج مسرحي لمعز التومي

### الفيديوهات
- 1989 و2014 : ومضات إشهارية لالمرغرين جديدة